# Злата (Румунія)
Злата (рум. Zlata) — село у повіті Телеорман в Румунії. Входить до складу комуни Драча.
Село розташоване на відстані 106 км на південний захід від Бухареста, 26 км на південний захід від Александрії, 108 км на південний схід від Крайови.

## Населення
За даними перепису населення 2002 року у селі проживали 137 осіб, усі — румуни. Усі жителі села рідною мовою назвали румунську.